# 恒道国际
上海恒道国际物流股份有限公司（新三板除牌前：870159，简称：恒道国际），是一家在中国新三板挂牌上市的物流企业，公司总部位于上海市，主要从事整箱、特种柜、滚装散杂、重大件等综合订舱代理及物流服务业务。
公司成立于2009年，前身为上海恒道物流有限公司。2009年4月，更名为“上海恒道国际物流有限公司”。2016年3月，公司整体变更为“上海恒道国际物流股份有限公司”。
2016年12月16日在新三板挂牌上市，证券简称“恒道国际”，主办券商为国融证券。
2017年，公司实现营业收入2.28亿元人民币，同比增长98.03%；净利润1014.13万元人民币，同比增长757.3%。